# Alarik Liedbeck
Per Fredrik Alarik Liedbeck, född 11 februari 1834 i Uppsala, död 26 mars 1912 i Stockholm, var en svensk kemist och sprängämnesingenjör; son till Per Jacob Liedbeck. 
Han var Alfred Nobels främste medarbetare.
Liedbeck utexaminerades från Teknologiska institutet som maskiningenjör 1851 och gjorde sig snart känd som synnerligen kunnig industriman inom kemisk-tekniska området; bland annat byggde han 1857-65 om Ölands alunbruk samt två ättiks- och två trädestillationsfabriker. Inom sprängämnesindustrin blev han en av Immanuel och Alfred Nobels allra främsta tekniska medhjälpare. Han var 1866-75 verkmästare vid Vintervikens dynamitfabrik inom Nitroglycerin Aktiebolaget, som delvis byggdes av honom. Han lyckades begränsa omfattningen av explosionen där 1874 genom att med ett par mans hjälp bära ett parti nitroglycerin ut ur ett brinnande tvätthus (han belönades för detta med guldmedalj "för berömliga gärningar").
Liedbeck anlade bland annat dynamitfabriker i Glasgow (1872), vid Engene, nära Drøbak (1874), vid Ardeer i Skottland (1876), samt vid Avigliana, nära Turin (1880). Åren 1876-78 var han ingenjör hos franska dynamitsyndikatet i Paris. Inom sprängämnesfacket införde han flera nya tillverkningsmetoder, grundade på sinnrika, av honom konstruerade apparater och maskiner, särskilt ägnade att minska risken vid handhavandet av explosiva ämnen. Bland hans uppfinningar märks luftinjektorn för nitrering av glycerin, dynamitpressar samt valsar, pressar och skärmaskiner för röksvagt krut. Han bosatte sig 1879 åter i Stockholm samt var under många år verksam som konsulterande ingenjör, särskilt för ett flertal in- och utländska dynamit- och krutfabriker. Han ägnade ännu på äldre dagar, även såsom förläggare, livligt intresse åt olika maskinella uppfinningar och experiment.
Alarik Liedbeck är begravd vid sin morfar Per Henrik Ling i dennes friluftsgrav (Lings kulle) nära Annelunds gård vid Haga-Brunnsviken i Kungliga Nationalstadsparken.